# Tu hijo (película)
Tu hijo es una película de suspenso española dirigida y coescrita por Miguel Ángel Vivas. Protagonizada por José Coronado, Ana Wagener, Ester Expósito, Asia Ortega y Pol Monen, fue estrenada el 9 de noviembre de 2018 en España. En marzo de 2019 fue añadida al catálogo de la plataforma Netflix.

## Sinopsis
La vida del doctor Jaime Jiménez da un vuelco cuando se enfrenta a una verdad desgarradora: su hijo de 17 años ha quedado en estado vegetativo tras recibir una terrible paliza a la salida de un club nocturno. Convencido de que la ley no hará nada para capturar a los responsables, decide él mismo buscar su venganza, rastreando y persiguiendo a los culpables de su desgracia.

## Reparto
- José Coronado es Jaime Jiménez.
- Ana Wagener es Carmen.
- Asia Ortega es Sara.
- Pol Monen es Marcos.
- Ester Expósito es Andrea
- Marco H. Medina es Pedro.
- Gonzalo Hermoso es Albino.
- Sergio Castellanos es Raúl.
- Luis Bermejo es Manolo.
- Ramiro Alonso es Juan.

## Recepción
La película ha sido bien recibida por la crítica. Javier Ocaña del diario El País manifestó: "Es una obra que debe dar de qué hablar a la salida del cine. Te coloca en una tesitura de la que quizá sea imposible salir". Oti Rodríguez del diario ABC alabó el trabajo del director, afirmando que "Vivas construye una historia con la que hay que ir con pies de plomo". También se refirió al trabajo de Coronado, comentando que "el peso de la trama recae en los sólidos hombros de José Coronado".